# Иглянки
Игля́нки, или мурициды, или багря́нки, или мурексы (лат. Muricidae) — семейство морских переднежаберных моллюсков.

## Общая характеристика
Форма раковин моллюсков этого семейства варьирует в широких пределах и имеет сложную скульптуру, включающую многочисленные складки и выступы, бугры, рёбра и шипы. Раковина округлой, грушевидной, яйцевидно-конической, веретеновидной, или биконической формы, неизкоспиральная, спирально завитая.
Нижний край устья раковины вытянут в сифональный вырост, который порой составляет половину или даже большую часть высоты раковины, а у некоторых представителей например, Murex troscheli, даже превышает её. Сифональный канал прямой или несколько изогнутый, имеет узкий устьевой просвет, редко закрытый. Внутренняя губа раковины отстает у шейки канала и в основании раковины. Крышечка роговая, обычно не спиральная, у ряда родов отсутствует.

## Биология
Почти все представители семейства являются хищниками или падальщиками. Очень часто нападают на устриц, мидий, мий, гребешков и других промысловых моллюсков. При нападении на добычу моллюски сперва выделяют секрет, размягчающий раковину моллюска, а затем уже происходит сам процесс сверления. Большинство видов обладает радулой, приспособленной для сверления раковин и дробления тканей моллюсков.
Характерным признаком является способность среднего отдела гипобранхиальной железы выделять красящее вещество — пурпур, использовавшееся в античные времена и средние века для окраски тканей. Слизь, выделяемая боковыми отделам гипобранхиальной железы, содержит ядовитое вещество — мурексин (энтероамин), оказывающее на двустворчатых моллюсков парализующее действие, а также серотонин.

## Ареал и местообитание
По различным оценкам численность семейства от 700 до 1600 видов. Обитатели тропических, субтропических и умеренно-тёплых вод Мирового океана и его морей. Наиболее многочисленны мурексиды в тропических и субтропических морях, обитают в основном на каменистых грунтах.
На территории России встречается несколько видов в Чёрном море, дальневосточных и северных морях.

## Хозяйственное значение
Большинство видов обладают красивыми раковинами, вследствие чего их активно добывают во многих странах мира для нужд коллекционеров и для туристических сувениров. Среди представителей семейства имеются виды, которые могут нанести (и фактически наносят) вред поселениям мидий и устриц, а также другим промысловым моллюскам, выращиваемым в промышленных целях.
К этому семейству принадлежат улитки Bolinus и Hexaplex, из которых извлекалась пурпурная краска (пурпур), используемая для изготовления румян и окраски тканей в Древней Греции и Риме.

## Систематика
В составе семейства выделяют от 7 до 10 подсемейств. В основу разделения положены особенности строения радулы.
Согласно Bouchet & Rocroi, 2005 [en] выделяют подсемейства:
- Coralliophilinae Chenu, 1859 — синоним: Magilidae Thiele, 1925
- Ergalataxinae Kuroda, Habe & Oyama, 1971
- Haustrinae Tan, 2003
- Muricinae Rafinesque, 1815
- Muricopsinae Radwin & d’Attilio, 1971
- Ocenebrinae Cossmann, 1903
- Pagodulinae Barco, Schiaparelli, Houart & Oliverio, 2012
- Rapaninae Gray, 1853 — синоним: Thaididae Jousseaume, 1888
- Tripterotyphinae d’Attilio & Hertz, 1988
- Trophoninae Cossmann, 1903
- Typhinae Cossmann, 1903

Синоним:
- Aspellinae Keen, 1971: синоним Muricinae Rafinesque, 1815
- Drupinae Wenz, 1938: синоним Rapaninae Gray, 1853
- род Drupinia [sic]: синоним Drupina Dall, 1923
- род Galeropsis Hupé, 1860: синоним Coralliophila H. Adams & A. Adams, 1853

## Галерея
- Bolinus cornutus
- Drupa morum
- Haustellum haustellum
- Hexaplex radix
- Homalocantha zamboi
- Latiaxis mawae
- Murex pecten
- Nucella lapillus
- Rapa rapa
- Rapana bezoar
- Rapana venosa
- Siratus alabaster
- Stramonita haemastoma